# Nevin Galmarini
Nevin Galmarini (San Galo, 4 de diciembre de 1986) es un deportista suizo que compite en snowboard, especialista en las pruebas de eslalon paralelo.
Participó en tres Juegos Olímpicos de Invierno, entre los años 2010 y 2018, obteniendo en total dos medallas, oro en Pyeongchang 2018 y plata en Sochi 2014, ambas en el eslalon gigante paralelo.
Ha ganado una medalla de bronce en el Campeonato Mundial de Snowboard de 2017 en la prueba de eslalon gigante paralelo.

## Medallero internacional
| Juegos Olímpicos   | Juegos Olímpicos            | Juegos Olímpicos  | Juegos Olímpicos         |
| Año                | Lugar                       | Medalla           | Competición              |
| ------------------ | --------------------------- | ----------------- | ------------------------ |
| 2014               | Sochi (Rusia)               | Medalla de plata  | Eslalon gigante paralelo |
| 2018               | Pyeongchang (Corea del Sur) | Medalla de oro    | Eslalon gigante paralelo |
| Campeonato Mundial |                             |                   |                          |
| Año                | Lugar                       | Medalla           | Competición              |
| 2017               | Sierra Nevada (España)      | Medalla de bronce | Eslalon gigante paralelo |